# Южное Мутульское царство
Южное Мутульское царство, Южный Мутуль — государство древних майя на территории современной Гватемалы. Образовалось в начале VII века. Долгое время боролась за власть в регионе. В начале IX века было уничтожено в военных конфликтах.
Настоящее название царства неизвестно. То же самое можно сказать про её первую столицу, известную нам как Дос-Пилас.

## Основание
Первым царём Южного Мутуля был Балах-Чан-Кавиль, сын царя Мутульского царства (со столицей в Тикале) Кинич-Муван-Холя II. Есть разные версии, как он начал царствовать в Дос-Пиласе: или он в 643 году бежал из Тикаля в Дос-Пилас или же был туда направлен для создания нового центра мощного влияния. После этого Дос-Пилас становиться столицей Южного Мутуля. Изначально Южный Мутуль подчинялся Мутулю, но после поражения от Канульского царства в 647 году Балах-Чан-Кавиль признаёт превосходство последнего.
С 648 года начинаются длительные войны с Мутулем. В 662 году между Южным Мутулем и Мутулем был заключён мир, их цари присутствовали на церемонии посвящения наследника престола Кануля Юкном-Йичак-Кака. В 662 году Балах-Чан-Кавиль побеждает город Кобан, а в 664 году Мачакилу. В то же время устанавливаются союзнические отношения с царством Ицан.
В 672 году начинается война с Мутулем, в которой Балах-Чан-Кавилю помог победить Кануль. В 679 году состоялась ключевая битва с Мутулем, в которой победил Южный Мутуль. На три года Тикаль попал под контроль Южного Мутуля.
Между 680 и 682 годом Саальское царство победило царство Канту. Канту было союзником Кануля, поэтому Кануль и его союзники (включая Южный Мутуль) нанесли ответный удар Саалю, оборвав там правящею династию. Её восстановила дочь Балах-Чан-Кавиля Иш-Вак-Чан-Ахав.

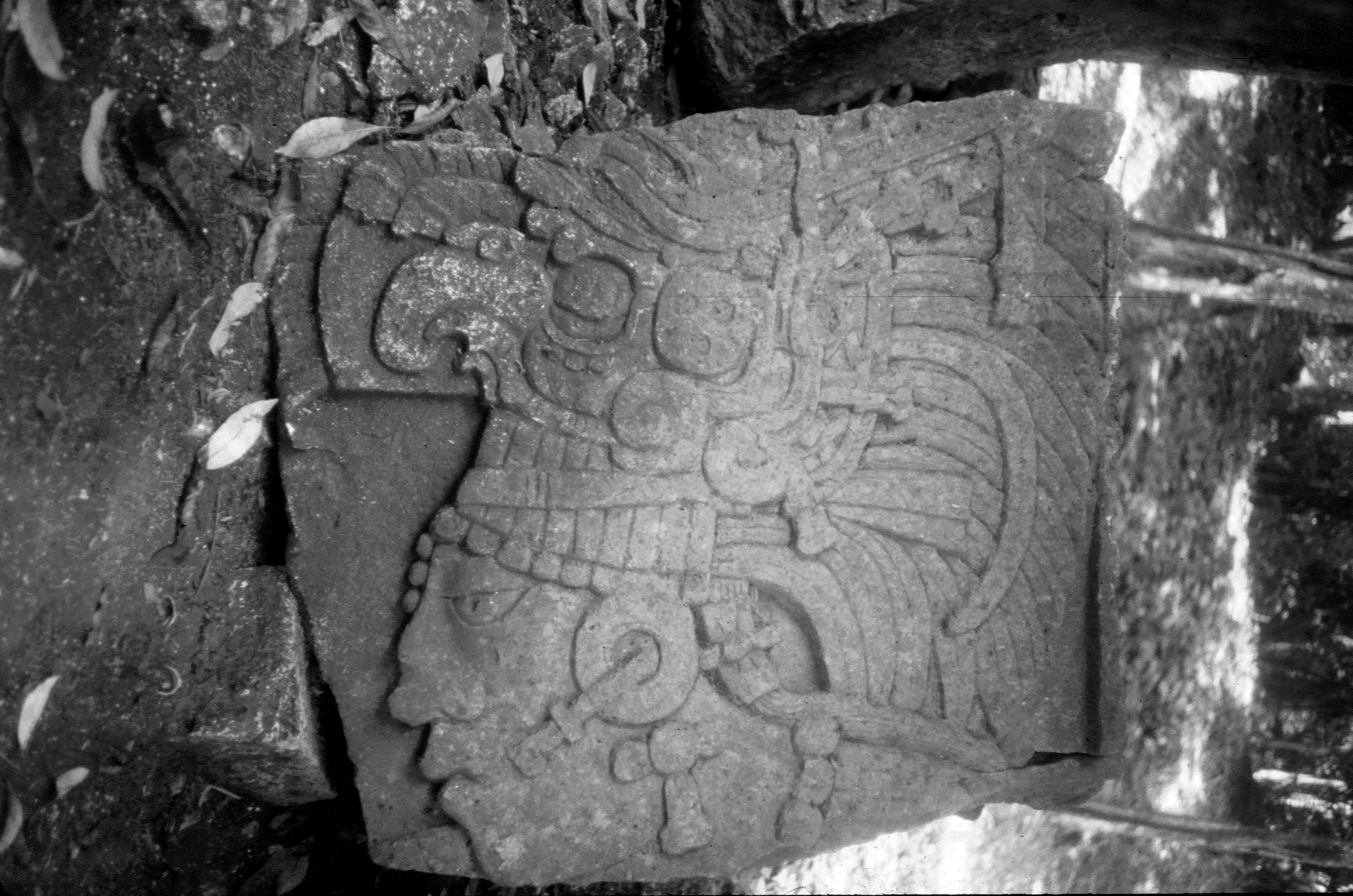
Ицамнах-Кавиль

## Борьба за гегемонию
Следующими царями Южного Мутуля стали сыновья Балах-Чан-Кавиля: Ицамнах-Балам и Ицамнах-Кавиль.
В 710-х годах внимание царства переходит на соседей. Был установлен контроль над Никте-Нах и Тамариндито. Следующей целью стала Агуатека.
Во время военных походов развивалась и столица царства. Усиливается внимание к осуществлению ритуалов. Цари Южного Мутуля носили титул «Священный Владыка Мутуля», который обычно носили цари Мутуля.

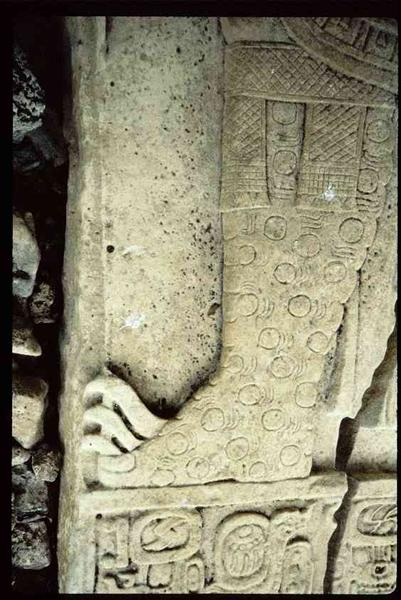
Стела 5, установленная Учан-Кин-Баламом

Усиление мощи царства начинается при Учан-Кин-Баламе. В 735 году удалось установить превосходство над неизвестным царством (со столицей в Сейбале). При правлении следующего царя Кавиль-Чан-Кинича активная внешняя политика продолжалась. Были побеждены следующие города: Акуль, Эль-Чорро, Паталь и Лакамтун. В 744 году это привело к конфликту с Пачанским царством. В 745 году войско Южного Мутуля разгромило врагов.
Южный Мутуль сохранил дружеские отношения со своими союзниками, а также был образован союз с Канкуэном. Кавиль-Чан-Кинич посетил Сейбаль и другие подчинённые города.

## Уничтожение Дос-Пиласа
В 761 году произошло восстание подчинённых городов Южного Мутуля. Войска Южного Мутуля потерпели поражение, а столица Дос-Пилас была одержана штурмом и захвачена. В начале IX века население покидает столицу.

## Гибель
Новой столицей царства стал город Агуатека. В 770 году там воцарился новый и последний известный правитель Южного Мутуля — Тан-Те-Кинич, представитель боковой ветви правящей династии.
В новой столице происходит активная строительная деятельность. Но за её пределами власть Южного Мутуля ослабла, большинство подчинённых городов стали независимы.
Последнее упоминание о Южном Мутуле датируется 807 годом. Между 760 и 830 годами весь регион (в котором находился Юный Мутуль) был охвачен войной. По исследованиям археологов Агуатека, как и Дос-Пилас, была захвачена и разорена.

## Известные правители
- Балах-Чан-Кавиль (648 — предп. 692)
- Ицамнах-Балам
- Ицамнах-Кавиль (698—726)
- Учан-Кин-Балам (727—741)
- Кавиль-Чан-Кинич (741—761)
- Тан-Те-Кинич (770)